# Rhyacophila hayakawai
Rhyacophila hayakawai là một loài Trichoptera trong họ Rhyacophilidae. Chúng phân bố ở miền Cổ bắc.